# Ralph Bellamy (Ingenieur)
Ralph Bellamy (* 4. Februar 1938) ist ein australischer Ingenieur und ehemaliger Rennwagen-Konstrukteur für die Formel 1.

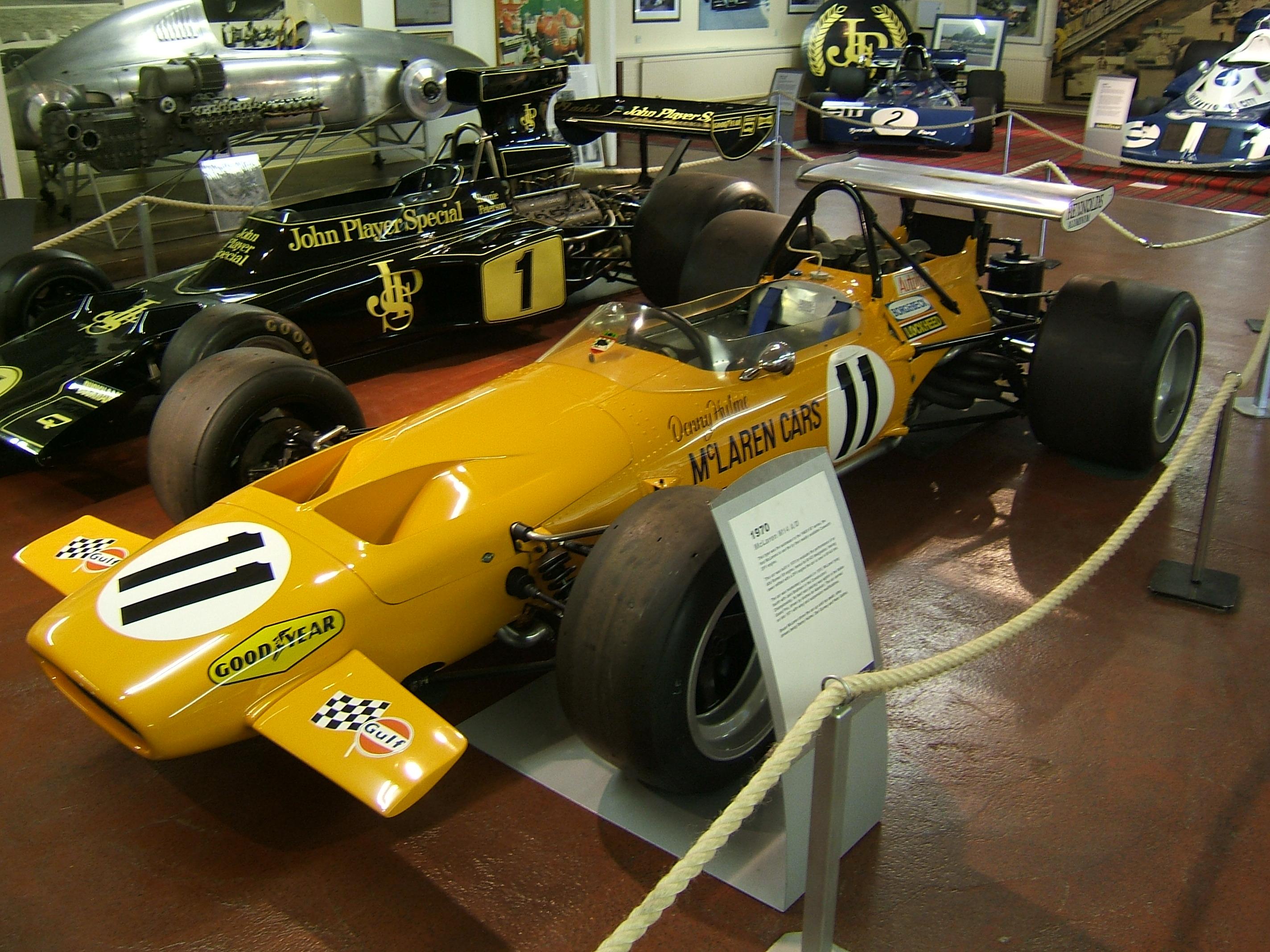
Der M14, Bellamys erste Entwicklungsarbeit bei McLaren

Bellamy kam in den 1960ern nach Europa, um im Motorsport arbeiten zu können. Er nahm ein Angebot von McLaren an und konstruierte 1970 an der Seite von Gordon Coppuck den McLaren M14. Nach Coppucks Wechsel in die Indycar-Serie übernahm Bellamy dessen Posten des Chef-Designers und entwickelte den McLaren M19A für die Saison 1971.
1972 wechselte Bellamy zum Brabham-Team, das von Bernie Ecclestone aufgekauft worden war. Doch Ecclestone übergab die Entwicklungsverantwortung an Gordon Murray und Bellamy zog weiter zu Lotus, wo er den Formel-2-Wagen für 1973 baute, der von Emerson Fittipaldi und Ronnie Peterson gefahren wurde. Bellamy war 1976 neben Colin Chapman, Peter Wright und Martin Ogilvie Teil des Teams, das mit dem Lotus 78 den ersten Bodeneffekt-Rennwagen der Formel-1-Geschichte entwickelte.
1978 wechselte Bellamy zu Fittipaldi und konstruierte den Fittipaldi F6 für die Saison 1979. Im folgenden Jahr war er für Mo Nunns Ensign-Team tätig, wo er zusammen mit Nigel Bennett den Ensign N180 für die Saison 1980 baute. 1981 folgte er Gordon Coppuck zu March in die Indycar-Serie, konzentrierte sich dann aber auf die Formel-2-Wagen des Teams. Die Autos standen jedoch im Schatten der Ralts. Als die Formel 2 von der Formel 3000 abgelöst wurde, konstruierte Bellamy den March 85B, mit dem Christian Danner 1985 erster Meister der neuen Serie werden konnte.
1986 wechselte Bellamy zu Lola, wo er zunächst wieder für die Formel 3000 tätig war, dann aber mit Eric Broadley den Formel-1-Wagen entwickelte, der vom Larrousse-Team eingesetzt wurde. Er blieb bis Mitte 1988 bei Lola und ging dann zurück zu March, wo er wieder für die Formel-3000-Wagen zuständig war.
1993 zog sich Bellamy nach Australien zurück, wo er zunächst in der dortigen Tourenwagen-Meisterschaft tätig war und später Chef-Ingenieur im Sportwagen-Team von Vern Schuppan wurde.